# Bremgarten
Bremgarten é uma comuna da Suíça, no Cantão Argóvia, com cerca de 6.006 habitantes. Estende-se por uma área de 8,02 km², de densidade populacional de 749 hab/km². Confina com as seguintes comunas: Eggenwil, Fischbach-Göslikon, Hermetschwil-Staffeln, Waltenschwil, Wohlen, Zufikon. 
A língua oficial nesta comuna é o Alemão.